# Ben Wilkins
Ben Wilkins ist ein britischer Tontechniker. Seit 1989 hat er an mehr als 130 Film- und Fernsehprojekten mitgewirkt. Er hat bei der Oscarverleihung 2015 zusammen mit Craig Mann und Thomas Curley einen Oscar in der Kategorie Bester Ton für Whiplash (2014) bekommen. Ferner wurde er mit einem BAFTA Film Award ausgezeichnet.